# Семченко, Мария Адамовна
Мария Адамовна Семченко (род. 1939) — украинская доярка, полный кавалер ордена Трудовой Славы.

## Биография
Родилась в 1939 году в селе Грива (ныне не существует, территория Камень-Каширского района Волынской области Украины). В 1952 году с родителями переехала в село Поливановка Магдалиновского района Днепропетровской области. В 1954 году окончила 7-летнюю школу.
Трудовую деятельность начала в поливановском колхозе «Коммунист»; работала в составе бригады, занималась полевыми работами, впоследствии животноводческими — выращивала телят-нетелей. Потом стала дояркой.
Сначала вела стадо в 12 коров, впоследствии это число увеличилось до 15 и 20 голов. В дальнейшем ухаживала за 40 коровами и, организовав соответствующее кормление, начала наращивать надои — 3 тысячи литров, 4 тысячи, довела этот показатель до 5 тысяч литров.
В 1975 году указом Президиума Верховного Совета СССР награждена орденом Трудовой Славы 3-й степени, в 1976 — 2-й степени.
Неоднократно принимала участие в выставках народного хозяйства в Москве, удостоена бронзовой (1977), серебряной (1983) и золотой (1984) медалей ВДНХ.
В 1984 году награждена орденом Трудовой Славы 1-й степени.
С 1996 года — на пенсии, проживает в селе Поливановка Магдалиновского района.